# Owen Roizman
Owen Roizman (New York, 22 settembre 1936 – Los Angeles, 6 gennaio 2023) è stato un direttore della fotografia statunitense.

## Biografia
Ha ottenuto cinque nomination all'Oscar alla migliore fotografia nel 1972 per Il braccio violento della legge (The French Connection), nel 1974 per L'esorcista (The Exorcist), nel 1977 per Quinto potere (Network), nel 1983 per Tootsie e nel 1995 per Wyatt Earp.
Ha ricevuto il premio alla carriera dell'American Society of Cinematographers e del festival Camerimage.
È morto a Los Angeles il 6 gennaio 2023 a 86 anni.

## Filmografia
- Stop, regia di Bill Gunn (1970)
- Il braccio violento della legge (The French Connection), regia di William Friedkin (1971)
- La gang che non sapeva sparare (The Gang That Couldn't Shoot Straight), regia di James Goldstone (1971)
- Provaci ancora, Sam (Play It Again, Sam), regia di Herbert Ross (1972)
- Il rompicuori (The Heartbreak Kid), regia di Elaine May (1972)
- L'esorcista (The Exorcist), regia di William Friedkin (1973)
- Il colpo della metropolitana (Un ostaggio al minuto) (The Taking of Pelham One Two Three), regia di Joseph Sargent (1974)
- La fabbrica delle mogli (The Stepford Wives), regia di Bryan Forbes (1975)
- I tre giorni del Condor (Three Days of the Condor), regia di Sydney Pollack (1975)
- La vendetta dell'uomo chiamato Cavallo (The Return of a Man Called Horse), regia di Irvin Kershner (1976)
- Independence, regia di John Huston (1976) - cortometraggio
- Quinto potere (Network), regia di Sidney Lumet (1976)
- Vigilato speciale (Straight Time), regia di Ulu Grosbard (1978)
- Sgt. Pepper's Lonely Hearts Club Band, regia di Michael Schultz (1978)
- Il cavaliere elettrico (The Electric Horseman), regia di Sydney Pollack (1979)
- The Black Marble, regia di Harold Becker (1980)
- L'assoluzione (True Confessions), regia di Ulu Grosbard (1981)
- Diritto di cronaca (Absence of Malice), regia di Sydney Pollack (1981)
- Taps - Squilli di rivolta (Taps), regia di Harold Becker (1981)
- Tootsie, regia di Sydney Pollack (1982)
- Crazy for You (Vision Quest), regia di Harold Becker (1985)
- Ti amerò... fino ad ammazzarti (I Love You to Death), regia di Lawrence Kasdan (1990)
- Havana, regia di Sydney Pollack (1990)
- La famiglia Addams (The Addams Family), regia di Barry Sonnenfeld (1991)
- Grand Canyon - Il cuore della città (Grand Canyon), regia di Lawrence Kasdan (1991)
- Wyatt Earp, regia di Lawrence Kasdan (1994)
- French Kiss, regia di Lawrence Kasdan (1995)